# John Backus
John Warner Backus (Philadelphia, 1924. december 3. – Ashland, 2007. március 17.) amerikai informatikus volt. Ő vezette azt a csapatot, amely feltalálta és megvalósította a FORTRAN-t, az első széles körben használt magas szintű programozási nyelvet, és ő volt a Backus–Naur-forma (BNF) feltalálója, amely egy széles körben használt jelölés a formális nyelvek szintaxisának meghatározására. Később a függvényszintű programozási paradigmát kutatta, és eredményeit az 1977-es Turing-díjjal elismert, nagy hatású „Can Programming Be Liberated from the von Neumann Style?” című előadásában mutatta be.
Az IEEE 1967-ben W. W. McDowell-díjjal tüntette ki Backust a FORTRAN kifejlesztéséért. 1975-ben megkapta a Nemzeti Tudományos Érem kitüntetést és 1977-ben a Turing-díjat „a gyakorlati magas szintű programozási rendszerek tervezéséhez való mélyreható, befolyásos és maradandó hozzájárulásáért, különösen a FORTRAN-on végzett munkája révén, valamint a programozási nyelvek specifikációjára vonatkozó formális eljárások közzétételéért”.
John Backus 1991-ben vonult nyugdíjba. Az oregoni Ashlandben, otthonában halt meg 2007. március 17-én.

## Fiatalkora
Backus Philadelphiában született, és a közeli Wilmingtonban, Delaware államban nőtt fel. A pennsylvaniai Pottstownban, a The Hill Schoolban tanult, de láthatóan nem volt szorgalmas diák. A Virginiai Egyetemre járt kémia szakra, de ott nem boldogult az óráival, és kevesebb mint egy év után kicsapták, mert nem látogatta az órákat. Ezt követően a második világháború alatt besorozták az amerikai hadseregbe, és végül tizedesi rangig jutott, majd a georgiai Fort Stewartban állomásozó légvédelmi üteg parancsnoka lett.
Miután magas pontszámot ért el egy katonai alkalmassági teszten, a hadsereg elküldte mérnöki tanulmányokra a Pittsburghi Egyetemre. Később átiratkozott a Haverford College orvosi előkészítő programjára. Egy kórházi gyakorlat során koponyacsont-daganatot diagnosztizáltak nála, amelyet sikeresen eltávolítottak, és egy lemezt ültettek a fejébe. Ezután a Flower and Fifth Avenue Medical School orvosi egyetemre váltott, de érdektelennek találta, és kilenc hónap után abbahagyta. Hamarosan egy második műtéten is átesett, hogy a fejében lévő fémlemezt egy saját tervezésűre cseréljék, majd 1946-ban tiszteletbeli orvosként szerelték le az amerikai hadseregtől.

## Fortran
New Yorkba költözése után kezdetben rádiótechnikusnak tanult, és érdeklődni kezdett a matematika iránt. A Columbia Egyetemen 1949-ben alapdiplomát, majd 1950-ben mesterfokú diplomát szerzett, mindkettőt matematikából, és 1950-ben csatlakozott az IBM-hez. Az első három évben a Selective Sequence Electronic Calculatoron (SSEC) dolgozott; első nagyobb projektje egy olyan program megírása volt, amely a Hold pozícióit számította ki. 1953-ban Backus kifejlesztette a Speedcoding nyelvet, az első magas szintű nyelvet, amelyet az IBM 701-es számítógéphez készítettek, hogy segítse a szoftverfejlesztést.
A programozás ebben az időben nagyon nehéz volt, és 1954-ben Backus összeállított egy csapatot, hogy meghatározza és kifejlessze a Fortran nyelvet az IBM 704 számítógép számára. A Fortran volt az első magas szintű programozási nyelv, amelyet széles körben alkalmaztak. Ez a széles körben használt nyelv a tudósok és mások számára is praktikus és hozzáférhető gépekké tette a számítógépeket anélkül, hogy a gépek mélyreható ismeretére lett volna szükségük.

## Backus–Naur form
Backus tagja volt az ALGOL 58 és a nagy hatású ALGOL 60 nemzetközi bizottságainak, amelyek hamarosan az algoritmusok publikálásának de facto világszabvánnyá váltak. Backus dolgozta ki a Backus-Naur-formát (BNF), amelyet az UNESCO ALGOL 58-ról szóló jelentésében tett közzé. Ez egy olyan formális jelölés volt, amely képes volt bármilyen kontextusmentes programozási nyelv leírására, és fontos szerepet játszott a fordítóprogramok fejlesztésében. Néhány eltérést kipróbáltak ettől a megközelítéstől (különösen a Lisp és az APL esetében), de az 1970-es évekre a Backus-Naur környezetfüggetlen specifikációk a számítógépes nyelvek számára meglehetősen standarddá váltak, az automatikus fordítógenerátorok, például a yacc kifejlesztését követően.
Ennek köszönhetően Backus 1977-ben elnyerte a Turing-díjat.

## Function-level programming
Backus később egy függvényszintű programozási nyelven, az FP-n („Functional Programming”) dolgozott, amelyet a „Can Programming be Liberated from the von Neumann Style?” című Turing-díjas előadásában ismertetett. Néha úgy tekintenek rá, mint Backus bocsánatkérésére a Fortran megalkotásáért, de ez a dokumentum kevésbé az FP nyelv iránti érdeklődés felkeltésére, mint inkább a funkcionális programozással kapcsolatos kutatások általános fellendítésére szolgált. Amikor Backus nyilvánosságra hozta a függvényszintű programozási stílust, üzenetét többnyire félreértették, mivel az megegyezett a hagyományos funkcionális programozási stílusú nyelvekkel.
Az FP-t erősen inspirálta Kenneth E. Iverson APL-je, még a nem szabványos karakterkészletet is használta. A 4.2BSD Unix operációs rendszerrel együtt egy FP-interpretert is terjesztettek, de a nyelvnek viszonylag kevés implementációja volt, amelyek többsége oktatási célokra szolgált.
Backus pályafutása második felében az FL („Function Level”), az FP utódjának kifejlesztésével foglalkozott. Az FL az IBM belső kutatási projektje volt, és a nyelv fejlesztése a projekt befejeztével leállt. Csak néhány dokumentáló írás maradt fenn, és az ezekben leírt fordító forráskódját nem hozták nyilvánosságra. Az FL ellentétben állt az 1980-as években kifejlesztett funkcionális programozási nyelvekkel, amelyek többsége a lambda-kalkuluson és statikus tipizálási rendszereken alapult, ahelyett, hogy - mint az APL-ben - primitív műveletek összekapcsolására épült volna. A nyelv számos ötletét mára már az APL Iverson-féle utódjának, a J programozási nyelvnek a változataiban is megvalósították.

## Díjai
- Named an IBM Fellow(wd) (1963)[32]
- W. W. McDowell Award(wd) (1967)[11]
- National Medal of Science (1975)[12]
- Turing Award (1977)[13]
- Fellow of the American Academy of Arts and Sciences(wd) (1985)[33]
- Doctor honoris causa(wd) Université Henri-Poincaré(wd) (1989)[34]
- Draper Prize(wd) (1993)[35]
- Computer History Museum Fellow Award(wd) "for his development of FORTRAN, contributions to computer systems theory and software project management." (1997)[36]
- Asteroid 6830 Johnbackus named in his honor (June 1, 2007) Sablon:JPL

## Fordítás
- Ez a szócikk részben vagy egészben  a   John Backus című angol Wikipédia-szócikk fordításán alapul.  Az eredeti cikk szerkesztőit annak laptörténete sorolja fel. Ez a jelzés csupán a megfogalmazás eredetét és a szerzői jogokat jelzi, nem szolgál a cikkben szereplő információk forrásmegjelöléseként.